# 1999 AC4
1999 AC4 är en asteroid i huvudbältet som upptäcktes den 10 januari 1999 av den amerikanske astronomen Dennis K. Chesney i High Point.
Asteroiden har en diameter på ungefär 9 kilometer.